# Clara Munarini
Clara Munarini (Parma, 24 dicembre 1989) è un arbitro di rugby a 15 italiana, internazionale dal 2017.
È la prima italiana a dirigere un incontro della massima serie nazionale maschile di campionato.

## Biografia
Originaria di Parma, è nei ranghi federali dal 2012; laureatasi a Bologna in economia e impiegata presso una società di logistica.
Esordiente nel 2013 in serie A femminile, campionato del quale già nel 2015 diresse la finale, debuttò a livello internazionale nel Seven femminile di Ostrava (Repubblica Ceca) nel 2017, con la direzione di alcune gare compresa la finale del torneo.
Un anno dopo, al campionato europeo femminile 2018, giunse anche l'esordio internazionale nel rugby a XV con la direzione di Germania – Spagna.
Nel 2019 diresse per la prima volta un incontro del Sei Nazioni, a Cardiff tra le selezioni femminili di Galles e Inghilterra; al 2022 è stata designata in ogni successiva edizione di torneo.
Già ufficiale di gara in Trofeo Eccellenza maschile, nell'aprile 2021 Munarini fu designata arbitro in un incontro di TOP10 tra Viadana e Colorno, prima donna italiana nel massimo campionato maschile: in precedenza solo l'irlandese Joy Neville era stata invitata a dirigere in tale torneo.
Ad aprile 2022 ha ricevuto la designazione a dirigere la finale di Coppa Italia, prima donna ad arbitrare una finale seniores maschile in Italia.
Nello stesso anno ha ricevuto la designazione a direttore di gara alla Coppa del Mondo 2021 in Nuova Zelanda, posticipata di un anno; nella fase a gironi ha diretto gli incontri tra Sudafrica e Figi e tra Galles e Scozia.